# 1,7-二氯庚烷
1,7-二氯庚烷是一种氯代烃，化学式C7H14Cl2。

## 制备
以庚二胺为原料，可获得1,7-二氯庚烷。 1,7-二氯庚烷还可以通过使1,7-庚二醇与亚硫酰氯反应来制备。

## 性质
1,7-二氯庚烷是无色液体。